# ثانجافور كاناكا
ثانجافور سانتانا كريشنا كاناكا، المعروفة أيضًا باسم تانجور سانتانا كريشنا كاناكا (31 مارس 1932 - 14 نوفمبر 2018) كانت أول طبيبة أنثى مختصة بجراحة الأعصاب في آسيا وإحدى أوائل جرّاحات الأعصاب الإناث في العالم. كانت أول جرّاحة أعصاب تقوم بزراعة أقطاب كهربائية مزمنة في الدماغ في الهند، كما أنها أول من أجرى التحفيز العميق للدماغ في وقت مبكر في عام 1975. كانت رائدة في جراحة الأعصاب الوظيفية في الستينيات والسبعينيات جنبًا إلى جنب مع البروفيسور بالاسوبرامانيام، والبروفيسور إس. كاليانارامان. حصلت على تقدير لأبحاثها ومساهماتها في مجال جراحة التوضيع التجسيمي. وهي أيضًا حاصلة على جائزة الإنجاز مدى الحياة من مدراس الثقة العصبية.

## نشأتها وتحصيلها العلمي
كانت كاناكا واحدًة من ثمانية أطفال ولدوا لسانتاناكريشنا وبادمافاثي في مدراس. كان والدها نائب مدير التعليم العام ومدير كلية مدراس للمعلمين. في وقت مبكر، انجذبت تي. إس. كاناكا للدراسات الروحية، ولكن على الرغم من اهتمامها بهذه الدرسات استمرت في دراسة الطب، وأكملت بكالوريوس الطب في ديسمبر 1954 وحصلت على درجة الماجستير في الجراحة العامة في مارس 1963. في عام 1968، حصلت على درجة الماجستير في في جراحة المخ والأعصاب ومن ثم حصلت على درجة الدكتوراه في تقييم الجراحة التجسيمية في الشلل الدماغي عام 1972. بعد أكثر من 20 عامًا من ممارسة الجراحة، عادت كاناكا إلى المدرسة وحصلت على دبلوم التعليم العالي في عام 1983.

## مسيرتها المهنية
كانت كاناكا واحدة من أوائل جرّاحات الأعصاب في العالم. حصلت على درجة االماجستير في جراحة الأعصاب في مارس 1968؛ بعد ديانا بيك (1902-1956) وأيسيما ألتينوك التي نالتها في نوفمبر 1959. عندما بدأ التوضيع التجسيمي في مدراس في عام 1960، كانت كاناكا عضوًا في الفريق الجراحي لبي رامامورثي الذي أجرى أولى إجراءات الجراحة المجسمة في الهند.
خدمت كاناكا في الجيش الهندي ضابطةً مكلّفة خلال الحرب الصينية-الهندية 1962-1963. ارتبطت مع المستشفى الحكومي العام معظم حياتها المهنية. كما درّست كاناكا في كلية الطب في مدراس و مركز البحوث الوبائية ومعهد أديار للسرطان ومستشفى الإرسالية الهندوسية والعديد من المستشفيات الأخرى. كما أنها عملت مع العديد من المنظمات للمساعدة في توفير الرعاية الصحية للأشخاص المحرومين اقتصاديًا، بما في ذلك تيرومالا تيروباتي ديفاستانامز(تيرومالا) لأكثر من 30 عامًا.
في عام 1973، بدأت مهمة سفر دولية، حيث سافرت أولاً إلى طوكيو باليابان، والتي كانت واحدة من ثلاثة أماكن في العالم يتم فيها إجراء عمليات الجراحة المجسمة. خلال هذا الوقت، أكملت كاناكا خطة كولومبو لمدة عام واحد، حيث درست تحفيز العصب الحجابي والأجهزة الطبية الحيوية، بما في ذلك تلك الخاصة بمعالجة الألم وإنظام الحجاب الحاجز.
في عام 1990، تقاعدت كاناكا كطبيبة جراحة، لكنها استمرت في تقديم الخدمات الاستشارية ورفضت الانخراط في عيادة خاصة. في عام 1996، أصبحت كاناكا الرئيسة الفخرية لجمعية جراحة الأعصاب النسائية الآسيوية. في ذلك الوقت، تم الاعتراف بها رسميًا كأول جراحة أعصاب في آسيا. استخدمت أموالها الخاصة لإنشاء مستشفى، أطلقت عليها اسم والديها، مستشفى سري سانتاناكريشنا بادمافاثي للرعاية الصحية والبحوث، والتي تقدم رعاية صحية مجانية للمحتاجين. توفيت عن عمر يناهز 86 عامًا في 14 نوفمبر 2018.

## حياتها الشخصية
بعد أن حصلت كاناكا على درجة الماجستير بنجاح، مرض شقيقها الأصغر وتوفي في سن التاسعة. أثرت هذه المأساة بها وجعلتها تتخذ القرار بالبقاء عزباء وإلغاء فكرة الزواج ومتابعة مهنة الطب لتكريس حياتها لمساعدة المرضى.
في مجال يهيمن عليه الذكور، واجهت كاناكا- أيضًا الكثير من التمييز بصفتها امرأة رائدة، حيث لم يكن قادة البرامج خلال متابعتها لدرجة الماجستير في الجراحة العامة يثقون بقدراتها الطبية، وغالباً لم يكونوا يختارون كاناكا للعمليات الجراحية ويحدّون من الحالات التي عملت فيها في غرفة الطوارئ. عند أداء امتحاناتها، كان على كاناكا الظهور عدة مرات قبل أن تؤخذ على محمل الجد.
كانت كاناكا مدرجًة سابقًا في كتاب ليمكا للأرقام القياسية لأكبر عدد من تبرعات الدم من قبل الفرد. حيث لوحظ أنها تبرعت بالدم 139 مرة في عام 2004.